# Протогенея
Протогенея в древногръцката митология е:
1. Дъщеря на Девкалион и Пира. От Зевс е майка на Опус, Етлий, Етол
2. Дъщеря на Калидон и Еолия. От Арес е майка на Оксил.